# پریمیرا لیگا ۲۰–۲۰۱۹
پریمیرا لیگا ۲۰–۲۰۱۹ (که به دلیل حامی مالی آن با نام لیگا NOS شناخته می‌شود) ۸۶امین فصل از لیگ برتر فوتبال پرتغال بود که بالاترین سطح از رقابت‌های فوتبال در این کشور است. این فصل از ۹ اوت ۲۰۱۹ آغاز شد و در ۲۶ ژوئیه ۲۰۲۰ پایان یافت.
بنفیکا با کسب ۳۷امین قهرمانی در لیگ در فصل گذشته به عنوان مدافع قهرمانی پا به رقابت‌های این فصل گذاشت. پاسوژ د فریرا و فامالیکاو از دسته دوم فوتبال پرتغال به این فصل از لیگ برتر راه پیدا کردند و با حکم دادگاه، ژیل ویسنته مستقیماً از دسته سوم به دسته برتر صعود کرد. این سه تیم جایگزین تیم‌های شاوز، ناسیونال و فیرنسه شدند که به سطح دوم فوتبال پرتغال سقوط کردند.
در تاریخ ۱۲ مارس ۲۰۲۰ لیگ حرفه‌ای فوتبال پرتغال (LPFP) پریمیرا لیگا را به علت شیوع کووید-۱۹ به حال تعلیق درآورد. با تأیید دولت، لیگ از تاریخ ۳ ژوئن و بدون حضور تماشاگران از سر گرفته و ده هفته باقی مانده از لیگ برگزار شد.
در ۱۵ ژوئیه ۲۰۲۰، پورتو ۲۹امین عنوان قهرمانی را دو هفته مانده به پایان لیگ و پس از شکست ۲ بر صفر اسپورتینگ به خود اختصاص داد.
پس از پایان فصل و در ۲۶ ژوئیه آوش و پورتیموننزه به دسته دوم فوتبال پرتغال سقوط کردند. اگرچه، دو روز بعد از آن، آوش و ویتوریا ستوبال که نتوانستند شرایط لازم برای دریافت مجوز حضور در مسابقات داخلی حرفه‌ای را کسب کنند، به حکم لیگ حرفه‌ای فوتبال پرتغال (LPFP) به دسته سوم سقوط کردند.

## اثرات شیوع کووید-۱۹ بر رقابت‌های این فصل
با توجه به شیوع کروناویروس در کشور پرتغال و پس از آنکه دولت پرتغال دستور داد تا تمامی رویدادهایی که در فضاهای باز برگزار می‌شود و تجمع بیش از ۵۰۰۰ نفر را در پی دارد و همچنین رویدادهایی که پشت درهای بسته برگزار می‌شود و بیش از ۱۰۰۰ شرکت کننده دارد تا تاریخ ۳ آوریل به حال تعلیق درآید، لیگ حرفه‌ای فوتبال پرتغال (LPFP) در تاریخ ۱۰ مارس ۲۰۲۰ اعلام کرد که همه مسابقات از هفته ۲۴ام لیگ (۶ تا ۸ مارس) پشت درهای بسته و بدون حضور تماشاگران برگزار می‌شود. دو روز بعد، LPFP به دلیل اثرات شیوع ویروس کرونا در پرتغال، لیگ برتر و لیگا پرو را تا اطلاع ثانوی معلق کرد. این تصمیم در پی اعلام فدراسیون فوتبال پرتغال ("FPF") در مورد تعلیق مسابقات فوتبال غیر فوتبالی و فوتسال خود و همچنین به دلیل یک جلسه اضطراری بین Sindicato dos Jogadores Professionais de Futebol ("SJPF") , LPFP و FPF برای نظارت بر اوضاع، با توجه به پیشنهاد تعلیق همه مسابقات ورزشی، که SJPF اضافه کرد در صورت آلودگی، ضرر وخیم تر خواهد داشت. اندکی پس از آن، پدرو پروانسا، رئیس LPFP با چند رئیس باشگاه‌های نخست لیگ لیگا ملاقات کرد تا تأثیر توقف مسابقات قهرمانی حرفه ای را به دلیل بیماری همه گیر COVID-19 ارزیابی کند. وی طرح حمایت اقتصادی COVID-19 را برای حمایت از خزانه داری باشگاه‌های مختلف در لیگ برتر و لیگا ارائه داد. پس از آن، LPFP ایجاد یک گروه نظارت بر تأثیر اقتصادی را اعلام کرد که مسئول ارائه اقدامات برای حمایت از باشگاه‌هایی است که در لیگ برتر و لیگ برتر بازی می‌کنند. FPF همچنین یک خط اعتباری برای حمایت از امور مالی فوتبال غیر فوتبالی و باشگاه‌های فوتسال به مبلغ یک میلیون یورو افتتاح کرد تا اثرات همه گیر در امور مالی آنها به حداقل برسد.
در ۲۸ آوریل، نخست‌وزیر پرتغال آنتونیو کوستا با روسای باشگاه‌های «سه بزرگ» در پرتغال (SL بنفیکا، اسپورتینگ CP و FC پورتو)، رئیس FPF و رئیس LPFP متحد شد تا در مورد شرایط بازگشت فوتبال در پرتغال. این دیدار مجدد باعث جنجال برخی از باشگاه‌های لیگ برتر لیگا مانند براگا و ویتوریا د گیماریش شد، که از اینکه تنها باشگاه‌های «سه بزرگ» تنها دعوت شده به بحث راضی نبودند، در عوض معتقد بودند که باید از همه باشگاه‌های لیگ برتر لیگ دعوت شده باشد. دو روز بعد ، آنتونیو کوستا بازگشت لیگ را تأیید کرد، و همه مسابقات پس از موافقت وزارت بهداشت پرتغال پشت درهای بسته از سر گرفته شد.
در ۱۱ مه، اعلام شد که چندین تیم در لیگ برتر لیگا از نظر COVID-19 بازیکنانی مثبت آزمایش کرده‌اند که بنفیکا یک بازیکن از تیم ذخیره خود برای آلوده شدن دارد و به دنبال آن سه بازیکن از Famalicão , Moreirense و Vitória de Guimarães که به خانه فرستاده شدند و از بقیه تیمهای مرتبط جدا شدند. در ۲۰ مه، رئیس LPFP، پدرو پرونسا، رئیس‌جمهور پیشنهاد کرد که پس از شروع مجدد لیگ، بازی‌های انجام شده به جای اشتراک تلویزیون‌های پولی، با حمایت دولت پرتغال، در ایستگاه تلویزیونی RTP در پرتغال پخش شود. . با این حال، این پیشنهاد با اسپانسر اصلی لیگ، NOS و چندین اسپانسر دیگر و همچنین باشگاه‌های مختلف لیگ، به ویژه بنفیکا و پورتو، بحث و مجادله کرد. این باعث ایجاد شایعاتی شد مبنی بر اینکه پروانسا ممکن است مجبور شود قبل از موعد مقرر را به پایان برساند، شایعاتی که بعداً Proença رد شد. در اواخر همان ماه، بنفیکا به دلیل جنجال هیئت مدیره LPFP را ترک کرد. Later that month, Benfica left the board of LPFP due to the controversy.
در ۱۴ مه، پس از جلسه همه باشگاه‌ها، پنج تعویض مجاز خواهد بود، که به دلیل پیشنهاد فیفا برای کاهش تأثیر ازدحام وسایل، موقتاً توسط IFAB مجاز شد. در ۲۲ مه، LPFP اعلام کرد که لیگ در ۳ ژوئن از سر گرفته می‌شود. در تاریخ ۲۷ مه، اعلام شد که یکی از کمک داوران در یک بازی لیگ بین بنفیکا و ماریتیمو از نظر COVID-19 مثبت است و باعث می‌شود تا او برای مسابقه برنامه‌ریزی شده لیگ به جای یک داور دیگر جایگزین شود.
در تاریخ ۳۰ مه، LPFP طرحی را برای ازسرگیری لیگ تصویب کرد، اما در طی دیدار مجدد بین همه باشگاه‌های لیگ، ماریتیمو از پذیرش پنج قانون تعویض امتناع ورزید، و باعث شد این قانون در ۸ ژوئن توسط LPFP پذیرفته شود علی‌رغم عدم پذیرش ماریتیمو.

## اطلاعات تیم‌ها

### تغییرات تیم‌ها
هجده تیم در این فصل از لیگ برتر پرتغال شرکت کردند که شامل پانزده تیم برتر از فصل گذشته و دو تیم پاسوژ د فریرا و فامالیکاو که از دسته دوم فوتبال پرتغال با نام لیگا پرتغال ۲ صعود کردند و در کنار آنها ژیل ویسنته بود که به‌طور مستقیم از رده سوم فوتبال پرتغال صعود کرد.
پاسوژ د فریرا یک فصل پس از سقوط به لیگ ۲ به دسته اول بازگشت، در حالی که فامالیکاو پس از ۲۵ سال غیبت از سطح اول فوتبال پرتغال به این لیگ بازگشت. ژیل ویسنته، که در فصل ۱۹–۲۰۱۸ به سطح سوم فوتبال پرتغال سقوط کرده بود، اما پنج سال پس از آخرین حضور خود در دسته برتر با حکم دادگاه مستقیماً به این لیگ بازگردانده شد. این سه تیم جایگزین شاوز، فیرنسه که هر دو پس از سه سال حضور در لیگ برتر سقوط کردند و ناسیونال که تنها یک فصل پس از صعود به لیگ برتر به سطح دوم فوتبال پرتغال سقوط کرد، شدند.
| رتبه | سقوط از پریمیرا لیگا |
| ---- | -------------------- |
| ۱۶.  | شاوز                 |
| ۱۷.  | ناسیونال             |
| ۱۸.  | فیرنسه               |

| رتبه | صعود از دسته ۲ |
| ---- | -------------- |
| ۱.   | پاسوژ د فریرا  |
| ۲.   | فامالیکاو      |
| رتبه | صعود از دسته ۳ |
| ۱.   | ژیل ویسنته     |

### تعداد تیم‌ها براساس منطقه
| تعداد | منطقه        | تیم‌ها                                                   |
| ----- | ------------ | ------------------------------------------------------- |
| ۵     | براگا        | فامالیکاو، ژیل ویسنته، موریرنز، براگا و ویتوریا گیماریش |
| ۵     | پورتو        | بوآویشتا، آوش، پاسوژ د فریرا، پورتو و ریو آوه           |
| ۳     | لیسبون       | بلننسش، بنفیکا و اسپورتینگ                              |
| ۱     | فونشال       | ماریتیمو                                                |
| ۱     | پونتا دلگادا | سانتا کلارا                                             |
| ۱     | فارو         | پورتیموننزه                                             |
| ۱     | ستوبال       | ویتوریا ستوبال                                          |
| ۱     | ویسئو        | توندلا                                                  |

### ورزشگاه، بودجه و موقعیت تیم‌ها
| تیم             | موقعیت               | ورزشگاه                          | ظرفیت  | بودجه € | عملکرد ۱۹–۲۰۱۸        |
| --------------- | -------------------- | -------------------------------- | ------ | ------- | --------------------- |
| بلننسش          | ائیرش                | ورزشگاه ملی لیسبون               | ۳۷٬۵۹۳ | ۳٬۵     | ۹ام                   |
| بنفیکا          | لیسبون               | اشتادیو دا لوش                   | ۶۴٬۶۴۲ | ۳۲۰     | قهرمان                |
| بوآویشتا        | پورتو                | ورزشگاه بسا                      | ۲۸٬۲۶۳ | ۳       | ۸ام                   |
| براگا           | براگا                | ورزشگاه شهری براگا               | ۳۰٬۲۸۶ | ۲۵      | ۴ام                   |
| آوش             | آوش                  | ورزشگاه آوش                      | ۶٬۲۳۰  | ۵       | ۱۴ام                  |
| فامالیکاو       | ویلا نوا د فامالیکاو | ورزشگاه شهرداری فامالیکاو        | ۵٬۳۰۷  | ۷       | نایب قهرمان (دسته دو) |
| ژیل ویسنته      | بارسلوش              | ورزشگاه شهر بارسلوش              | ۱۲٬۵۰۴ | ۴٬۳     | *(دسته سوم)           |
| ماریتیمو        | فونشال               | ورزشگاه ماریتیمو                 | ۱۰٬۹۳۲ | ۹       | ۱۲ام                  |
| موریرنز         | موریرا د کونگوش      | کومندادور ژواکیم د آلمیدا فریتاس | ۶٬۱۵۳  | ۳٬۵     | ۶ام                   |
| پاسوژ د فریرا   | پاسوژ د فریرا        | ورزشگاه کاپیتال دو موول          | ۹٬۰۷۶  | ۴       | قهرمان (دسته دو)      |
| پورتیموننزه     | پرتیمائو             | ورزشگاه شهرداری پرتیمائو         | ۶٬۲۰۴  | ۳       | ۱۱ام                  |
| پورتو           | پورتو                | ورزشگاه دراگو                    | ۵۰٬۰۳۳ | ۱۱۰     | نایب قهرمان           |
| ریو آوه         | ویلا دو کنده         | ورزشگاه آرکوس                    | ۹٬۰۶۵  | ۹       | ۷ام                   |
| سانتا کلارا     | پونتا دلگادا         | ورزشگاه ساو میگل                 | ۱۲٬۰۰۰ | ۳       | ۱۰ام                  |
| اسپورتینگ       | لیسبون               | ژوزه آلوالاد                     | ۵۰٬۰۹۵ | ۷۰      | ۳ام                   |
| توندلا          | توندلا               | ورزشگاه ژواو کاردوسو             | ۵٬۰۰۰  | ۳       | ۱۵ام                  |
| ویتوریا گیماریش | گیماریش              | ورزشگاه د. آفونسو هنریکس         | ۳۰٬۰۰۰ | ۱۰      | ۵ام                   |
| ویتوریا ستوبال  | ستوبال               | ورزشگاه بونفیم                   | ۱۵٬۷۲۰ | ۳٬۷     | ۱۳ام                  |

### پرسنل و لباس تیم‌ها
| تیم             | سرمربی            | کاپیتان        | تولیدکننده لباس  | حامی مالی      |
| --------------- | ----------------- | -------------- | ---------------- | -------------- |
| بلننسش          | پتیت              | گونسالو سیلوا  | Lacatoni         | Kia Motors     |
| بنفیکا          | نلسون وریسیمو     | ژاردل          | آدیداس           | Emirates       |
| بوآویشتا        | دانیل راموش       | ایدریس         | PlayGround Stars | VITO Tools     |
| براگا           | آرتور ژورژ        | فرانسرژیو      | هومل             | Betano         |
| آوش             | نونو مانتا سانتوش | آفونسو فیگیردو | Lacatoni         | AMCO Credit    |
| فامالیکاو       | ژوائو پدرو سوسا   | رافائل دیفندی  | ماکرون           | Porminho       |
| ژیل ویسنته      | ویتور اولیویرا    | روبن فرناندش   | Lacatoni         | Las Kasas      |
| ماریتیمو        | ژوزه گومش         | ادگار کوشتا    | نایکی            | -              |
| موریرنز         | ریکاردو سوارش     | ژوائو اورلیو   | CDT              | -              |
| پاسوژ د فریرا   | پپه               | پدرینیو        | جوما             | Aldro Energy   |
| پورتیموننزه     | پائولو سرژیو      | ژادسون         | Mizuno           | Ceremony       |
| پورتو           | سرژیو کونسیسائو   | دانیلو پریرا   | نیو بالانس       | MEO            |
| ریو آوه         | کارلوش کاروالیال  | تارانتینی      | نایکی            | Meo            |
| سانتا کلارا     | ژوائو هنریکش      | عثمان رشید     | نایکی            | Santander Bank |
| اسپورتینگ       | روبن آموریم       | سباستین کواتز  | ماکرون           | NOS            |
| توندلا          | ناچو گونثالث      | کلاودیو راموش  | CDT              | Cabriz         |
| ویتوریا گیماریش | ایوو ویئیرا       | پدرو هنریکه    | ماکرون           | -              |
| ویتوریا ستوبال  | لیتو ویدیگال      | واسکو فرناندش  | هومل             | SGS Car        |

### تغییرات مربیان
| تیم            | مربی خروجی                   | علت                      | تاریخ خروج      | رتبه در جدول | مربی ورودی                   | تاریخ انتصاب                | منبع          |
| -------------- | ---------------------------- | ------------------------ | --------------- | ------------ | ---------------------------- | --------------------------- | ------------- |
| پاسوژ د فریرا  | فیلو                         | اخراج                    | ۲ سپتامبر ۲۰۱۹  | ۱۸ام         | پپه                          | ۲ سپتامبر ۲۰۱۹              | [ ۲۹ ]        |
| اسپورتینگ      | مارسل کیزر                   | توافق طرفین              | ۳ سپتامبر ۲۰۱۹  | ۷ام          | لئونل پونتش (موقت)           | ۳ سپتامبر ۲۰۱۹              | [ ۳۰ ]        |
| بلننسش         | سیلاش                        | اخراج                    | ۵ سپتامبر ۲۰۱۹  | ۱۷ام         | پدرو ریبیرو                  | ۱۳ سپتامبر ۲۰۱۹             | [ ۳۱ ]        |
| اسپورتینگ      | لیونل پونتش (موقت)           | پایان مربیگری موقت       | ۲۵ سپتامبر ۲۰۱۹ | ۹ام          | سیلاش                        | ۲۶ سپتامبر ۲۰۱۹             | [ ۳۲ ]        |
| آوش            | آگوستو ایناسیو               | اخراج                    | ۲۱ اکتبر ۲۰۱۹   | ۱۸ام         | لئاندرو پیرش (موقت)          | ۲۱ اکتبر ۲۰۱۹               | [ ۳۳ ]        |
| ویتوریا ستوبال | ساندرو مندس                  | اخراج                    | ۲۷ اکتبر ۲۰۱۹   | ۱۴ام         | آلبرت میونگ (موقت)           | ۳۰ اکتبر ۲۰۱۹               | [ ۳۴ ]        |
| ویتوریا ستوبال | آلبرت میونگ (موقت)           | پایان مربیگری موقت       | ۱۱ نوامبر ۲۰۱۹  | ۱۲ام         | خولیو ولاسکوئز               | ۱۱ نوامبر ۲۰۱۹              | [ ۳۵ ]        |
| ماریتیمو       | نونو مانتا سانتوش            | توافق طرفین              | ۱۱ نوامبر ۲۰۱۹  | ۱۴ام         | ژوزه گومش                    | ۱۴ نوامبر ۲۰۱۹              | [ ۳۶ ]        |
| آوش            | لئاندرو پیرش (موقت)          | پایان مربیگری موقت       | ۱۳ نوامبر ۲۰۱۹  | ۱۸ام         | نونو مانتا سانتوش            | ۱۳ نوامبر ۲۰۱۹              | [ ۳۷ ]        |
| موریرنز        | ویتور کامپلوش                | توافق طرفین              | ۱۶ دسامبر ۲۰۱۹  | ۱۱ام         | ریکاردو سوارش                | ۱۸ دسامبر ۲۰۱۹              | [ ۳۸ ]        |
| بوآویشتا       | لیتو ویدیگال                 | اخراج                    | ۱۷ دسامبر ۲۰۱۹  | ۸ام          | دانیل راموش                  | ۱۸ دسامبر ۲۰۱۹              | [ ۳۹ ]        |
| براگا          | ریکاردو سا پینتو             | اخراج                    | ۲۳ دسامبر ۲۰۱۹  | ۱۰ام         | روبن آموریم                  | ۲۷ دسامبر ۲۰۱۹              | [ ۴۰ ]        |
| بلننسش         | پدرو ریبیرو                  | استعفا داد               | ۱۲ ژانویه ۲۰۲۰  | ۱۷ام         | پتیت                         | ۱۵ ژانویه ۲۰۲۰              | [ ۴۱ ]        |
| پورتیموننزه    | آنتونیو فولیا                | استعفا داد               | ۱۸ ژانویه ۲۰۲۰  | ۱۷ام         | برونو لوپش ژواکیم رولاو پرتو | ۱۹ ژانویه ۲۰۲۰ ۶ فوریه ۲۰۲۰ | [ ۴۲ ] [ ۴۳ ] |
| پورتیموننزه    | برونو لوپش ژواکیم رولاو پرتو | پایان مربیگری موقت       | ۱۰ فوریه ۲۰۲۰   | ۱۷ام         | پاولو سرژیو                  | ۱۰ فوریه ۲۰۲۰               | [ ۴۴ ]        |
| اسپورتینگ      | سیلاش                        | توافق طرفین              | ۳ مارس ۲۰۲۰     | ۴ام          | روبن آموریم                  | ۵ مارس ۲۰۲۰                 | [ ۴۵ ]        |
| براگا          | روبن آموریم                  | عقد قرارداد با اسپورتینگ | ۵ مارس ۲۰۲۰     | ۳ام          | کوشتودیو                     | ۵ مارس ۲۰۲۰                 | [ ۴۶ ]        |
| بنفیکا         | برونو لاژه                   | استعفا داد               | ۲۹ ژوئن ۲۰۲۰    | ۲ام          | نلسون وریسیمو                | ۳۰ ژوئن ۲۰۲۰                | [ ۴۷ ] [ ۴۸ ] |
| براگا          | کوشتودیو                     | استعفا داد               | ۱ ژوئیه ۲۰۲۰    | ۴ام          | آرتور ژورژ                   | ۱ ژوئیه ۲۰۲۰                | [ ۴۹ ] [ ۵۰ ] |
| ویتوریا ستوبال | خولیو ولاثکوئث               | توافق طرفین              | ۲ ژوئیه ۲۰۲۰    | ۱۵ام         | آلبرت میونگ (موقت)           | ۲ ژوئیه ۲۰۲۰                | [ ۵۱ ]        |
| ویتوریا ستوبال | آلبرت میونگ (موقت)           | پایان مربیگری موقت       | ۵ ژوئیه ۲۰۲۰    | ۱۵ام         | الکساندره سانتانا            | ۵ ژوئیه ۲۰۲۰                | [ ۵۲ ]        |

## جدول لیگ و نتایج

### جدول لیگ[۵۳]
| رتبه             | تیم            | بازی | پ. | ت. | ش. | گ. ز. | گ. خ. | ت. گ. | امتیاز | صعود یا سقوط                     | توضیحات |
| ---------------- | -------------- | ---- | -- | -- | -- | ----- | ----- | ----- | ------ | -------------------------------- | --- |
| ۱.               | پورتو          | ۳۴   | ۲۶ | ۴  | ۴  | ۷۴    | ۲۲    | ۵۲+   | ۸۲     | قهرمان و صعود به لیگ قهرمانان    | قوانین رده‌بندی: ۱) امتیازات ۲) امتیازات بازی‌های رو در رو ۳) تفاضل گل در بازی‌های رو در رو ۴) گل زده در بازی‌های خارج از خانه در بازی‌های رو در رو ۵) تفاضل گل ۶) تعداد پیروزی‌ها ۷) گل‌های زده ۸) بازی پلی‌آف |
| ۲.               | بنفیکا         | ۳۴   | ۲۴ | ۵  | ۵  | ۷۱    | ۲۶    | ۴۵+   | ۷۷     | دور ۳ مرحله مقدماتی لیگ قهرمانان | قوانین رده‌بندی: ۱) امتیازات ۲) امتیازات بازی‌های رو در رو ۳) تفاضل گل در بازی‌های رو در رو ۴) گل زده در بازی‌های خارج از خانه در بازی‌های رو در رو ۵) تفاضل گل ۶) تعداد پیروزی‌ها ۷) گل‌های زده ۸) بازی پلی‌آف |
| ۳.               | براگا          | ۳۴   | ۱۸ | ۶  | ۱۰ | ۶۱    | ۴۰    | ۲۱+   | ۶۰     | صعود به لیگ اروپا                | قوانین رده‌بندی: ۱) امتیازات ۲) امتیازات بازی‌های رو در رو ۳) تفاضل گل در بازی‌های رو در رو ۴) گل زده در بازی‌های خارج از خانه در بازی‌های رو در رو ۵) تفاضل گل ۶) تعداد پیروزی‌ها ۷) گل‌های زده ۸) بازی پلی‌آف |
| ۴.               | اسپورتینگ      | ۳۴   | ۱۸ | ۶  | ۱۰ | ۴۹    | ۳۴    | ۱۵+   | ۶۰     | دور سوم مرحله مقدماتی لیگ اروپا  | قوانین رده‌بندی: ۱) امتیازات ۲) امتیازات بازی‌های رو در رو ۳) تفاضل گل در بازی‌های رو در رو ۴) گل زده در بازی‌های خارج از خانه در بازی‌های رو در رو ۵) تفاضل گل ۶) تعداد پیروزی‌ها ۷) گل‌های زده ۸) بازی پلی‌آف |
| ۵.               | ریو آوه        | ۳۴   | ۱۵ | ۱۰ | ۹  | ۴۸    | ۳۶    | ۱۲+   | ۵۵     | دور دوم مرحله مقدماتی لیگ اروپا  | قوانین رده‌بندی: ۱) امتیازات ۲) امتیازات بازی‌های رو در رو ۳) تفاضل گل در بازی‌های رو در رو ۴) گل زده در بازی‌های خارج از خانه در بازی‌های رو در رو ۵) تفاضل گل ۶) تعداد پیروزی‌ها ۷) گل‌های زده ۸) بازی پلی‌آف |
| ۶.               | فامالیکاو      | ۳۴   | ۱۴ | ۱۲ | ۸  | ۵۳    | ۵۱    | ۲+    | ۵۴     |                                  | قوانین رده‌بندی: ۱) امتیازات ۲) امتیازات بازی‌های رو در رو ۳) تفاضل گل در بازی‌های رو در رو ۴) گل زده در بازی‌های خارج از خانه در بازی‌های رو در رو ۵) تفاضل گل ۶) تعداد پیروزی‌ها ۷) گل‌های زده ۸) بازی پلی‌آف |
| ۷.               | گیماریش        | ۳۴   | ۱۳ | ۱۱ | ۱۰ | ۵۳    | ۳۸    | ۱۵+   | ۵۰     |                                  | قوانین رده‌بندی: ۱) امتیازات ۲) امتیازات بازی‌های رو در رو ۳) تفاضل گل در بازی‌های رو در رو ۴) گل زده در بازی‌های خارج از خانه در بازی‌های رو در رو ۵) تفاضل گل ۶) تعداد پیروزی‌ها ۷) گل‌های زده ۸) بازی پلی‌آف |
| ۸.               | موریرنز        | ۳۴   | ۱۰ | ۱۳ | ۱۱ | ۴۲    | ۴۴    | ۲-    | ۴۳     |                                  | قوانین رده‌بندی: ۱) امتیازات ۲) امتیازات بازی‌های رو در رو ۳) تفاضل گل در بازی‌های رو در رو ۴) گل زده در بازی‌های خارج از خانه در بازی‌های رو در رو ۵) تفاضل گل ۶) تعداد پیروزی‌ها ۷) گل‌های زده ۸) بازی پلی‌آف |
| ۹.               | سانتا کلارا    | ۳۴   | ۱۱ | ۱۰ | ۱۳ | ۳۶    | ۴۱    | ۵-    | ۴۳     |                                  | قوانین رده‌بندی: ۱) امتیازات ۲) امتیازات بازی‌های رو در رو ۳) تفاضل گل در بازی‌های رو در رو ۴) گل زده در بازی‌های خارج از خانه در بازی‌های رو در رو ۵) تفاضل گل ۶) تعداد پیروزی‌ها ۷) گل‌های زده ۸) بازی پلی‌آف |
| ۱۰.              | گیل ویسنته     | ۳۴   | ۱۱ | ۱۰ | ۱۳ | ۴۰    | ۴۴    | ۴-    | ۴۳     |                                  | قوانین رده‌بندی: ۱) امتیازات ۲) امتیازات بازی‌های رو در رو ۳) تفاضل گل در بازی‌های رو در رو ۴) گل زده در بازی‌های خارج از خانه در بازی‌های رو در رو ۵) تفاضل گل ۶) تعداد پیروزی‌ها ۷) گل‌های زده ۸) بازی پلی‌آف |
| ۱۱.              | ماریتیمو       | ۳۴   | ۹  | ۱۲ | ۱۳ | ۳۴    | ۴۲    | ۸-    | ۳۹     |                                  | |
| ۱۲.              | بوآویشتا       | ۳۴   | ۱۰ | ۹  | ۱۵ | ۲۸    | ۳۹    | ۱۱-   | ۳۹     |                                  | |
| ۱۳.              | پاسوژ          | ۳۴   | ۱۱ | ۶  | ۱۷ | ۳۶    | ۵۲    | ۱۶-   | ۳۹     |                                  | |
| ۱۴.              | توندلا         | ۳۴   | ۹  | ۹  | ۱۶ | ۳۰    | ۴۴    | ۱۴-   | ۳۶     |                                  | |
| ۱۵.              | بلننسش         | ۳۴   | ۹  | ۸  | ۱۷ | ۲۷    | ۵۴    | ۲۷-   | ۳۵     |                                  | |
| ۱۶.              | ویتوریا ستوبال | ۳۴   | ۷  | ۱۳ | ۱۴ | ۲۷    | ۴۳    | ۱۶-   | ۳۴     | سقوط به دسته سوم                 | |
| ۱۷.              | پورتیموننزه    | ۳۴   | ۷  | ۱۲ | ۱۵ | ۳۰    | ۴۵    | ۱۵-   | ۳۳     |                                  | |
| ۱۸.              | آوش            | ۳۴   | ۵  | ۲  | ۲۷ | ۲۴    | ۶۸    | ۴۴-   | ۱۷     | سقوط به دسته سوم                 | |
| منبع: لیگ پرتغال |                |      |    |    |    |       |       |       |        |                                  | |

### جایگاه در جدول براساس هفته
| تیم             | ۱  | ۲  | ۳  | ۴  | ۵  | ۶  | ۷  | ۸  | ۹  | ۱۰ | ۱۱ | ۱۲ | ۱۳ | ۱۴ | ۱۵ | ۱۶ | ۱۷ | ۱۸ | ۱۹ | ۲۰ | ۲۱ | ۲۲ | ۲۳ | ۲۴ | ۲۵ | ۲۶ | ۲۷ | ۲۸ | ۲۹ | ۳۰ | ۳۱ | ۳۲ | ۳۳ | ۳۴ |
| تیم             |    |    |    |    |    |    |    |    |    |    |    |    |    |    |    |    |    |    |    |    |    |    |    |    |    |    |    |    |    |    |    |    |    |    |
| --------------- | -- | -- | -- | -- | -- | -- | -- | -- | -- | -- | -- | -- | -- | -- | -- | -- | -- | -- | -- | -- | -- | -- | -- | -- | -- | -- | -- | -- | -- | -- | -- | -- | -- | -- |
| پورتو           | ۱۵ | ۶  | ۳  | ۳  | ۳  | ۳  | ۳  | ۱  | ۲  | ۲  | ۲  | ۲  | ۲  | ۲  | ۲  | ۲  | ۲  | ۲  | ۲  | ۲  | ۲  | ۲  | ۱  | ۱  | ۱  | ۱  | ۱  | ۱  | ۱  | ۱  | ۱  | ۱  | ۱  | ۱  |
| بنفیکا          | ۱  | ۱  | ۴  | ۲  | ۲  | ۲  | ۲  | ۲  | ۱  | ۱  | ۱  | ۱  | ۱  | ۱  | ۱  | ۱  | ۱  | ۱  | ۱  | ۱  | ۱  | ۱  | ۲  | ۲  | ۲  | ۲  | ۲  | ۲  | ۲  | ۲  | ۲  | ۲  | ۲  | ۲  |
| براگا           | ۲  | ۶  | ۶  | ۱۳ | ۱۶ | ۱۶ | ۱۱ | ۸  | ۱۰ | ۱۰ | ۹  | ۶  | ۷  | ۸  | ۶  | ۵  | ۵  | ۵  | ۳  | ۴  | ۳  | ۳  | ۳  | ۳  | ۳  | ۳  | ۴  | ۴  | ۴  | ۴  | ۴  | ۴  | ۴  | ۳  |
| اسپورتینگ       | ۷  | ۴  | ۱  | ۵  | ۶  | ۷  | ۵  | ۴  | ۴  | ۴  | ۴  | ۴  | ۴  | ۳  | ۴  | ۴  | ۴  | ۴  | ۴  | ۳  | ۴  | ۴  | ۴  | ۴  | ۴  | ۴  | ۳  | ۳  | ۳  | ۳  | ۳  | ۳  | ۳  | ۴  |
| ریو آوه         | ۱۲ | ۱۷ | ۱۲ | ۷  | ۸  | ۴  | ۸  | ۷  | ۷  | ۹  | ۷  | ۹  | ۶  | ۶  | ۷  | ۷  | ۷  | ۷  | ۶  | ۵  | ۵  | ۵  | ۵  | ۵  | ۶  | ۶  | ۶  | ۶  | ۵  | ۶  | ۵  | ۶  | ۶  | ۵  |
| فامالیکاو       | ۳  | ۲  | ۲  | ۱  | ۱  | ۱  | ۱  | ۳  | ۳  | ۳  | ۳  | ۳  | ۳  | ۴  | ۳  | ۳  | ۳  | ۳  | ۵  | ۶  | ۶  | ۶  | ۶  | ۷  | ۵  | ۵  | ۵  | ۵  | ۶  | ۵  | ۶  | ۵  | ۵  | ۶  |
| ویتوریا گیماریش | ۱۳ | ۱۲ | ۱۴ | ۱۶ | ۱۰ | ۶  | ۴  | ۵  | ۵  | ۵  | ۵  | ۷  | ۵  | ۵  | ۵  | ۶  | ۶  | ۶  | ۷  | ۷  | ۸  | ۷  | ۷  | ۶  | ۷  | ۷  | ۷  | ۷  | ۷  | ۷  | ۷  | ۷  | ۷  | ۷  |
| موریرنز         | ۱۶ | ۹  | ۷  | ۶  | ۹  | ۱۰ | ۱۲ | ۱۲ | ۱۲ | ۱۳ | ۱۳ | ۱۱ | ۱۳ | ۱۱ | ۱۳ | ۱۳ | ۱۳ | ۱۳ | ۱۳ | ۱۳ | ۱۴ | ۱۰ | ۱۲ | ۸  | ۸  | ۹  | ۱۰ | ۹  | ۸  | ۸  | ۸  | ۸  | ۸  | ۸  |
| سانتا کلارا     | ۱۷ | ۱۰ | ۱۰ | ۹  | ۷  | ۹  | ۷  | ۹  | ۹  | ۸  | ۱۱ | ۱۳ | ۱۴ | ۱۵ | ۱۴ | ۱۴ | ۱۴ | ۱۴ | ۱۱ | ۹  | ۷  | ۸  | ۸  | ۱۰ | ۹  | ۸  | ۹  | ۸  | ۱۰ | ۱۰ | ۱۱ | ۱۰ | ۹  | ۹  |
| ژیل ویسنته      | ۵  | ۱۱ | ۱۱ | ۱۰ | ۱۳ | ۱۲ | ۱۴ | ۱۵ | ۱۵ | ۱۴ | ۱۰ | ۸  | ۱۰ | ۱۲ | ۱۱ | ۸  | ۸  | ۱۲ | ۱۲ | ۱۲ | ۱۱ | ۱۱ | ۹  | ۹  | ۱۰ | ۱۱ | ۱۱ | ۱۱ | ۱۱ | ۱۱ | ۹  | ۹  | ۱۰ | ۱۰ |
| ماریتیمو        | ۶  | ۱۴ | ۱۷ | ۱۱ | ۱۵ | ۱۵ | ۱۰ | ۱۱ | ۱۱ | ۱۵ | ۱۴ | ۱۶ | ۱۵ | ۱۳ | ۱۲ | ۱۱ | ۱۱ | ۱۱ | ۱۴ | ۱۴ | ۱۲ | ۱۵ | ۱۵ | ۱۵ | ۱۵ | ۱۵ | ۱۵ | ۱۶ | ۱۳ | ۱۲ | ۱۲ | ۱۱ | ۱۲ | ۱۱ |
| بوآویشتا        | ۴  | ۳  | ۵  | ۴  | ۴  | ۵  | ۶  | ۶  | ۶  | ۶  | ۶  | ۵  | ۹  | ۹  | ۸  | ۹  | ۱۲ | ۱۲ | ۸  | ۸  | ۹  | ۹  | ۱۰ | ۱۱ | ۱۱ | ۱۰ | ۸  | ۱۰ | ۹  | ۹  | ۱۰ | ۱۲ | ۱۱ | ۱۲ |
| پاسوژ د فریرا   | ۱۸ | ۱۸ | ۱۸ | ۱۸ | ۱۸ | ۱۷ | ۱۷ | ۱۷ | ۱۷ | ۱۷ | ۱۷ | ۱۷ | ۱۷ | ۱۷ | ۱۶ | ۱۵ | ۱۵ | ۱۵ | ۱۶ | ۱۶ | ۱۶ | ۱۶ | ۱۶ | ۱۶ | ۱۶ | ۱۶ | ۱۶ | ۱۲ | ۱۴ | ۱۳ | ۱۳ | ۱۳ | ۱۳ | ۱۳ |
| توندلا          | ۱۰ | ۱۳ | ۸  | ۸  | ۵  | ۸  | ۹  | ۱۰ | ۸  | ۷  | ۸  | ۱۰ | ۸  | ۱۰ | ۹  | ۱۰ | ۱۰ | ۱۰ | ۱۰ | ۱۱ | ۱۳ | ۱۴ | ۱۴ | ۱۴ | ۱۴ | ۱۴ | ۱۴ | ۱۵ | ۱۶ | ۱۶ | ۱۶ | ۱۷ | ۱۵ | ۱۴ |
| بلننسش          | ۸  | ۱۵ | ۱۵ | ۱۷ | ۱۲ | ۱۴ | ۱۶ | ۱۳ | ۱۳ | ۱۲ | ۱۵ | ۱۲ | ۱۲ | ۱۴ | ۱۵ | ۱۶ | ۱۶ | ۱۶ | ۱۵ | ۱۵ | ۱۵ | ۱۳ | ۱۳ | ۱۳ | ۱۳ | ۱۳ | ۱۳ | ۱۴ | ۱۲ | ۱۴ | ۱۴ | ۱۴ | ۱۴ | ۱۵ |
| ویتوریا ستوبال  | ۱۱ | ۱۶ | ۱۶ | ۱۵ | ۱۱ | ۱۱ | ۱۳ | ۱۴ | ۱۳ | ۱۱ | ۱۲ | ۱۴ | ۱۱ | ۷  | ۱۰ | ۱۲ | ۹  | ۹  | ۹  | ۱۰ | ۱۱ | ۱۲ | ۱۱ | ۱۲ | ۱۲ | ۱۲ | ۱۲ | ۱۳ | ۱۵ | ۱۵ | ۱۵ | ۱۵ | ۱۶ | ۱۶ |
| پورتیموننزه     | ۹  | ۵  | ۹  | ۱۲ | ۱۴ | ۱۳ | ۱۵ | ۱۶ | ۱۶ | ۱۶ | ۱۶ | ۱۵ | ۱۶ | ۱۶ | ۱۷ | ۱۷ | ۱۷ | ۱۷ | ۱۷ | ۱۷ | ۱۷ | ۱۷ | ۱۷ | ۱۷ | ۱۷ | ۱۷ | ۱۷ | ۱۷ | ۱۷ | ۱۷ | ۱۷ | ۱۶ | ۱۷ | ۱۷ |
| آوش             | ۱۴ | ۸  | ۱۳ | ۱۴ | ۱۷ | ۱۸ | ۱۸ | ۱۸ | ۱۸ | ۱۸ | ۱۸ | ۱۸ | ۱۸ | ۱۸ | ۱۸ | ۱۸ | ۱۸ | ۱۸ | ۱۸ | ۱۸ | ۱۸ | ۱۸ | ۱۸ | ۱۸ | ۱۸ | ۱۸ | ۱۸ | ۱۸ | ۱۸ | ۱۸ | ۱۸ | ۱۸ | ۱۸ | ۱۸ |

### امتیاز براساس هفته
| تیم             | ۱ | ۲ | ۳ | ۴  | ۵  | ۶  | ۷  | ۸  | ۹  | ۱۰ | ۱۱ | ۱۲ | ۱۳ | ۱۴ | ۱۵ | ۱۶ | ۱۷ | ۱۸ | ۱۹ | ۲۰ | ۲۱ | ۲۲ | ۲۳ | ۲۴ | ۲۵ | ۲۶ | ۲۷ | ۲۸ | ۲۹ | ۳۰ | ۳۱ | ۳۲ | ۳۳ | ۳۴ |
| تیم             |   |   |   |    |    |    |    |    |    |    |    |    |    |    |    |    |    |    |    |    |    |    |    |    |    |    |    |    |    |    |    |    |    |    |
| --------------- | - | - | - | -- | -- | -- | -- | -- | -- | -- | -- | -- | -- | -- | -- | -- | -- | -- | -- | -- | -- | -- | -- | -- | -- | -- | -- | -- | -- | -- | -- | -- | -- | -- |
| بلننسش          | ۱ | ۱ | ۲ | ۲  | ۵  | ۵  | ۵  | ۸  | ۸  | ۱۱ | ۱۱ | ۱۴ | ۱۵ | ۱۵ | ۱۵ | ۱۵ | ۱۵ | ۱۸ | ۱۸ | ۱۸ | ۲۱ | ۲۴ | ۲۵ | ۲۶ | ۲۹ | ۳۰ | ۳۰ | ۳۰ | ۳۱ | ۳۱ | ۳۱ | ۳۲ | ۳۵ | ۳۵ |
| بنفیکا          | ۳ | ۶ | ۶ | ۹  | ۱۲ | ۱۵ | ۱۸ | ۲۱ | ۲۴ | ۲۷ | ۳۰ | ۳۳ | ۳۶ | ۳۹ | ۴۲ | ۴۵ | ۴۸ | ۵۱ | ۵۴ | ۵۴ | ۵۴ | ۵۷ | ۵۸ | ۵۹ | ۶۰ | ۶۱ | ۶۴ | ۶۴ | ۶۴ | ۶۷ | ۶۸ | ۷۱ | ۷۴ | ۷۷ |
| بوآویشتا        | ۳ | ۴ | ۵ | ۸  | ۹  | ۱۰ | ۱۱ | ۱۲ | ۱۵ | ۱۵ | ۱۵ | ۱۸ | ۱۸ | ۱۸ | ۱۹ | ۱۹ | ۱۹ | ۲۲ | ۲۵ | ۲۸ | ۲۸ | ۲۸ | ۲۸ | ۲۹ | ۲۹ | ۳۲ | ۳۵ | ۳۵ | ۳۸ | ۳۸ | ۳۸ | ۳۸ | ۳۹ | ۳۹ |
| براگا           | ۳ | ۳ | ۴ | ۴  | ۴  | ۵  | ۸  | ۱۱ | ۱۱ | ۱۲ | ۱۵ | ۱۸ | ۱۸ | ۱۸ | ۲۱ | ۲۴ | ۲۷ | ۳۰ | ۳۳ | ۳۴ | ۳۷ | ۴۰ | ۴۳ | ۴۶ | ۴۶ | ۴۶ | ۴۷ | ۵۰ | ۵۰ | ۵۳ | ۵۶ | ۵۷ | ۵۷ | ۶۰ |
| آوش             | ۰ | ۳ | ۳ | ۳  | ۳  | ۳  | ۳  | ۳  | ۳  | ۳  | ۳  | ۳  | ۶  | ۶  | ۶  | ۶  | ۹  | ۹  | ۱۲ | ۱۲ | ۱۳ | ۱۳ | ۱۳ | ۱۳ | ۱۳ | ۱۳ | ۱۴ | ۱۴ | ۱۴ | ۱۴ | ۱۷ | ۱۷ | ۱۷ | ۱۷ |
| فامالیکاو       | ۳ | ۶ | ۷ | ۱۰ | ۱۳ | ۱۶ | ۱۹ | ۱۹ | ۲۲ | ۲۳ | ۲۴ | ۲۴ | ۲۴ | ۲۴ | ۲۷ | ۳۰ | ۳۱ | ۳۱ | ۳۲ | ۳۲ | ۳۳ | ۳۶ | ۳۶ | ۳۷ | ۴۰ | ۴۳ | ۴۴ | ۴۵ | ۴۵ | ۴۸ | ۴۹ | ۵۲ | ۵۳ | ۵۴ |
| ژیل ویسنته      | ۳ | ۳ | ۴ | ۵  | ۵  | ۶  | ۶  | ۷  | ۷  | ۱۰ | ۱۳ | ۱۶ | ۱۶ | ۱۷ | ۱۸ | ۲۱ | ۲۲ | ۲۲ | ۲۲ | ۲۳ | ۲۶ | ۲۶ | ۲۹ | ۳۰ | ۳۰ | ۳۰ | ۳۰ | ۳۳ | ۳۳ | ۳۶ | ۳۹ | ۴۲ | ۴۲ | ۴۳ |
| ماریتیمو        | ۱ | ۱ | ۱ | ۴  | ۴  | ۵  | ۸  | ۹  | ۱۰ | ۱۰ | ۱۱ | ۱۱ | ۱۲ | ۱۵ | ۱۸ | ۱۹ | ۲۰ | ۲۰ | ۲۰ | ۲۱ | ۲۴ | ۲۴ | ۲۴ | ۲۴ | ۲۵ | ۲۵ | ۲۸ | ۲۸ | ۳۱ | ۳۴ | ۳۷ | ۳۸ | ۳۸ | ۳۹ |
| موریرنز         | ۰ | ۳ | ۴ | ۷  | ۷  | ۷  | ۷  | ۸  | ۹  | ۱۰ | ۱۱ | ۱۴ | ۱۴ | ۱۷ | ۱۷ | ۱۷ | ۱۸ | ۱۸ | ۲۱ | ۲۲ | ۲۳ | ۲۶ | ۲۷ | ۳۰ | ۳۳ | ۳۳ | ۳۴ | ۳۵ | ۳۸ | ۳۹ | ۴۲ | ۴۳ | ۴۳ | ۴۳ |
| پاسوژ د فریرا   | ۰ | ۰ | ۱ | ۱  | ۱  | ۴  | ۴  | ۵  | ۵  | ۵  | ۸  | ۸  | ۸  | ۱۱ | ۱۴ | ۱۵ | ۱۶ | ۱۶ | ۱۶ | ۱۶ | ۱۶ | ۱۹ | ۲۲ | ۲۲ | ۲۵ | ۲۵ | ۲۸ | ۳۱ | ۳۱ | ۳۴ | ۳۴ | ۳۵ | ۳۸ | ۳۹ |
| پورتیموننزه     | ۱ | ۴ | ۴ | ۴  | ۴  | ۵  | ۵  | ۶  | ۶  | ۷  | ۸  | ۱۱ | ۱۱ | ۱۲ | ۱۳ | ۱۴ | ۱۴ | ۱۴ | ۱۴ | ۱۴ | ۱۵ | ۱۵ | ۱۶ | ۱۶ | ۱۹ | ۲۰ | ۲۱ | ۲۴ | ۲۷ | ۲۷ | ۲۷ | ۳۰ | ۳۰ | ۳۳ |
| پورتو           | ۰ | ۳ | ۶ | ۹  | ۱۲ | ۱۵ | ۱۸ | ۲۱ | ۲۲ | ۲۵ | ۲۸ | ۳۱ | ۳۲ | ۳۵ | ۳۸ | ۴۱ | ۴۱ | ۴۴ | ۴۷ | ۵۰ | ۵۳ | ۵۶ | ۵۹ | ۶۰ | ۶۰ | ۶۳ | ۶۴ | ۶۷ | ۷۰ | ۷۳ | ۷۶ | ۷۹ | ۸۲ | ۸۲ |
| ریو آوه         | ۱ | ۱ | ۴ | ۷  | ۷  | ۱۰ | ۱۰ | ۱۱ | ۱۲ | ۱۲ | ۱۵ | ۱۵ | ۱۸ | ۱۹ | ۱۹ | ۲۲ | ۲۵ | ۲۸ | ۲۹ | ۳۲ | ۳۳ | ۳۶ | ۳۷ | ۳۸ | ۳۸ | ۴۱ | ۴۱ | ۴۴ | ۴۷ | ۴۷ | ۵۰ | ۵۱ | ۵۲ | ۵۵ |
| سانتا کلارا     | ۰ | ۳ | ۴ | ۵  | ۸  | ۸  | ۱۱ | ۱۱ | ۱۲ | ۱۳ | ۱۳ | ۱۳ | ۱۴ | ۱۴ | ۱۷ | ۱۷ | ۱۷ | ۲۰ | ۲۳ | ۲۶ | ۲۹ | ۲۹ | ۲۹ | ۳۰ | ۳۳ | ۳۴ | ۳۵ | ۳۸ | ۳۸ | ۳۸ | ۳۸ | ۴۱ | ۴۲ | ۴۳ |
| اسپورتینگ       | ۱ | ۴ | ۷ | ۷  | ۸  | ۸  | ۱۱ | ۱۴ | ۱۷ | ۱۷ | ۲۰ | ۲۰ | ۲۳ | ۲۶ | ۲۶ | ۲۹ | ۲۹ | ۳۲ | ۳۲ | ۳۵ | ۳۶ | ۳۹ | ۳۹ | ۴۲ | ۴۳ | ۴۶ | ۴۹ | ۵۲ | ۵۵ | ۵۶ | ۵۹ | ۵۹ | ۶۰ | ۶۰ |
| توندلا          | ۱ | ۱ | ۴ | ۵  | ۸  | ۸  | ۹  | ۹  | ۱۲ | ۱۵ | ۱۵ | ۱۵ | ۱۸ | ۱۸ | ۱۹ | ۱۹ | ۲۰ | ۲۰ | ۲۳ | ۲۴ | ۲۴ | ۲۴ | ۲۴ | ۲۵ | ۲۶ | ۲۹ | ۲۹ | ۲۹ | ۳۰ | ۳۰ | ۳۰ | ۳۰ | ۳۳ | ۳۶ |
| ویتوریا گیماریش | ۱ | ۱ | ۲ | ۲  | ۵  | ۸  | ۱۱ | ۱۱ | ۱۴ | ۱۵ | ۱۶ | ۱۷ | ۲۰ | ۲۱ | ۲۱ | ۲۲ | ۲۵ | ۲۵ | ۲۵ | ۲۸ | ۲۸ | ۳۱ | ۳۴ | ۳۷ | ۳۸ | ۳۹ | ۴۰ | ۴۰ | ۴۳ | ۴۶ | ۴۶ | ۴۶ | ۴۹ | ۵۰ |
| ویتوریا ستوبال  | ۱ | ۱ | ۲ | ۳  | ۶  | ۷  | ۷  | ۸  | ۹  | ۱۲ | ۱۲ | ۱۳ | ۱۶ | ۱۹ | ۱۹ | ۱۹ | ۲۲ | ۲۵ | ۲۵ | ۲۶ | ۲۶ | ۲۶ | ۲۷ | ۲۸ | ۲۹ | ۳۰ | ۳۰ | ۳۰ | ۳۰ | ۳۰ | ۳۰ | ۳۰ | ۳۱ | ۳۴ |

## آمار فصل
| رتبه | بازیکن          | باشگاه        | گل‌ها |
| ---- | --------------- | ------------- | ---- |
| ۱    | کارلوس وینیسیوس | بنفیکا        | ۱۸   |
| ۱    | مهدی طارمی      | ریو آوه       | ۱۸   |
| ۱    | پیزی            | بنفیکا        | ۱۸   |
| ۴    | پاولینو         | براگا         | ۱۷   |
| ۵    | فابیو آبرئو     | موریرنز       | ۱۳   |
| ۶    | موسی مارگا      | پورتو         | ۱۲   |
| ۶    | فابیو مارتینش   | فامالیکاو     | ۱۲   |
| ۶    | ریکاردو هورتا   | براگا         | ۱۲   |
| ۹    | الکس تلیس       | پورتو         | ۱۱   |
| ۹    | دوگلاس تانکی    | پاسوژ د فریرا | ۱۱   |

| رتبه | بازیکن                            | باشگاه      | پاس |
| ---- | --------------------------------- | ----------- | --- |
| ۱    | پیزی                              | بنفیکا      | ۱۴  |
| ۲    | خسوس میگوئل کورونا                | پورتو       | ۱۱  |
| ۳    | اوتاویو ادمیلسون دا سیلوا مونتیرو | پورتو       | ۹   |
| ۴    | الکس تلیس                         | پورتو       | ۸   |
| ۴    | برونو تاباتا                      | پورتیموننزه | ۸   |
| ۶    | برونو فرناندش                     | اسپورتینگ   | ۷   |
| ۶    | پاولینو                           | براگا       | ۷   |
| ۸    | الکس خریمالدو                     | بنفیکا      | ۶   |
| ۸    | لینکلن                            | سانتا کلارا | ۶   |
| ۸    | کارلوش مانه                       | ریو آوه     | ۶   |
| ۸    | کارلوس وینیسیوس                   | بنفیکا      | ۶   |
| ۸    | فابیو مارتینش                     | فامالیکاو   | ۶   |
| ۸    | ریکاردو اشگایو                    | براگا       | ۶   |

### هت-تریک‌ها
| بازیکن     | باشگاه  | مقابل          | نتیجه   | تاریخ         |
| ---------- | ------- | -------------- | ------- | ------------- |
| زه لوییس   | پورتو   | ویتوریا ستوبال | ۴–۰ (خ) | ۱۷ اوت ۲۰۱۹   |
| مهدی طارمی | ریو آوه | آوش            | ۵–۱ (خ) | ۲۴ اوت ۲۰۱۹   |
| پائولینو   | براگا   | پاسوژ د فریرا  | ۵–۱ (م) | ۱۰ ژوئیه ۲۰۲۰ |

### کلین شیت‌ها
| رتبه | بازیکن              | باشگاه         | کلین شیت |
| ---- | ------------------- | -------------- | -------- |
| ۱    | آگوستین مارچسین     | پورتو          | ۱۸       |
| ۲    | اودیسیاس ولاخودیموش | بنفیکا         | ۱۶       |
| ۳    | گیورگی ماکاریدزه    | ویتوریا ستوبال | ۱۳       |
| ۴    | پاوو کیشک           | ریو آوه        | ۱۱       |
| ۵    | دوگلاس رناتو د ژسوس | ویتوریا گیمارش | ۱۰       |
| ۵    | امیر عابدزاده       | ماریتیمو       | ۱۰       |
| ۵    | لوییش ماکسیمیانو    | اسپورتینگ      | ۱۰       |
| ۸    | مارکو پریرا         | سانتا کلارا    | ۹        |
| ۸    | کلاودیو راموش       | توندلا         | ۹        |
| ۱۰   | دنیس سزار د ماتوس   | زیل ویسنته     | ۸        |
| ۱۰   | ماتئوس پاسیناتو     | موریرنز        | ۸        |

### انضباط
| فردی                                                   | فردی |
| بیشترین کارت زرد                                       | بیشترین کارت قرمز |
| ------------------------------------------------------ | --- |
| - بیشترین کارت زرد: (۱۴): - ژوزه سمدو (ویتوریا ستوبال) | - بیشترین کارت قرمز: (۲): - ژوائو آفونسو (زیل ویسنته) - سباستین کواتس (اسپورتینگ) - ژوزه سمدو (ویتوریا ستوبال) - رائول سیلوا (براگا) - الکس تلیس (پورتو) - رافیک هالیچه (موریرنز) |
| باشگاهی                                                | |
| بیشترین کارت زرد                                       | بیشترین کارت قرمز |
| - بیشترین کارت زرد: (۱۰۲): - پاسوژ د فریرا             | - بیشترین کارت قرمز: (۶): - فامالیکاو |

## جوایز فصل

### جوایز ماهانه
| ماه          | مربی ماه | مربی ماه    | بازیکن ماه | بازیکن ماه | دروازه‌بان ماه | دروازه‌بان ماه | مدافع ماه | مدافع ماه       | هافبک ماه | هافبک ماه | مهاجم ماه | مهاجم ماه  | گل ماه   | گل ماه    | گل ماه               |
| ماه          | نام      | باشگاه      | نام        | باشگاه     | نام           | باشگاه        | نام       | باشگاه          | نام       | باشگاه    | نام       | باشگاه     | نام      | باشگاه    | مقابل/تاریخ          |
| ------------ | -------- | ----------- | ---------- | ---------- | ------------- | ------------- | --------- | --------------- | --------- | --------- | --------- | ---------- | -------- | --------- | -------------------- |
| اوت          | سوزا     | فامالیکاو   | پیزی       | بنفیکا     | مارچسین       | پورتو         | تلیس      | پورتو           | فرناندش   | اسپورتینگ | زه لوییس  | پورتو      | داویدسون | گیماریش   | بوآویشتا ۱۸ اوت      |
| سپتامبر      | سوزا     | فامالیکاو   | مارتینش    | فامالیکاو  | مارچسین       | پورتو         | پرز       | فامالیکاو       | فرناندش   | اسپورتینگ | مارتینش   | فامالیکاو  | لامیراش  | فامالیکاو | اسپورتینگ ۱۹ سپتامبر |
| اکتبر/نوامبر | اولیویرا | ژیل ویسنته  | وینیسیوس   | بنفیکا     | مارچسین       | پورتو         | دیاش      | بنفیکا          | پیزی      | بنفیکا    | وینیسیوس  | بنفیکا     | تلیس     | پورتو     | بوآویشتا ۱۰ نوامبر   |
| دسامبر       | لاژه     | بنفیکا      | پیزی       | بنفیکا     | مارچسین       | پورتو         | تلیس      | پورتو           | پیزی      | بنفیکا    | وینیسیوس  | بنفیکا     | زه لوییس | پورتو     | پاسوژ ۲ دسامبر       |
| ژانویه       | لاژه     | بنفیکا      | هورتا      | براگا      | لیچه          | بوآویشتا      | تاپسوبا   | ویتوریا گیماریش | فرناندش   | اسپورتینگ | هورتا     | براگا      | کورونا   | پورتو     | موریرنز ۱۰ ژانویه    |
| فوریه        | کونسیساو | پورتو       | تلیس       | پورتو      | لیچه          | بوآویشتا      | تلیس      | پورتو           | اولیویرا  | پورتو     | لیما      | ژیل ویسنته | نونو     | موریرنز   | ژیل ویسنته ۲ فوریه   |
| ژوئن         | سرژیو    | پورتیموننزه | کابرال     | اسپورتینگ  | لیچه          | بوآویشتا      | سانتوس    | ماریتیمو        | گونسالوش  | فامالیکاو | تانکی     | پاسوژ      | سانتوس   | پاسوژ     | ریو آوه ۷ ژوئن       |
| ژوئیه        | –        | –           | –          | –          | –             | –             | –         | –               | –         | –         | –         | –          | سوارس    | پورتو     | موریرنز ۲۰ ژوئیه     |

### جوایز سالانه
جوایز سالانه در تاریخ ۲۹ اوت ۲۰۲۰ اعلام شدند.
| جایزه                         | برنده           | باشگاه      |
| ----------------------------- | --------------- | ----------- |
| بازیکن فصل                    | کورونا          | پورتو       |
| مربی فصل                      | سرژیو کونسیساو  | پورتو       |
| گل فصل                        | زه لوییس        | پورتو       |
| بازیکن جوان فصل               | پدرو گونسالوش   | فامالیکاو   |
| گلزن برتر                     | کارلوس وینیسیوس | بنفیکا      |
| گلزن برتر                     | مهدی طارمی      | ریو آوه     |
| گلزن برتر                     | پیزی            | بنفیکا      |
| جایزه بازی جوانمردانه فردی    | پاوو کیشک       | ریو آوه     |
| جایزه بازی جوانمردانه باشگاهی | ژیل ویسنته      | ژیل ویسنته  |
| چمن فصل                       | پورتیموننزه     | پورتیموننزه |

| مارچسین اشگایو پپه دیاز تلس اوتاویو گونسالوش پیزی کورونا پائولینیو طارمی تیم سال |

### تیم سال
| تیم سال        | تیم سال                 | تیم سال                 | تیم سال                 | تیم سال                 | تیم سال                   | تیم سال                   | تیم سال                   | تیم سال                   | تیم سال                 | تیم سال                 | تیم سال                 |                         |
| -------------- | ----------------------- | ----------------------- | ----------------------- | ----------------------- | ------------------------- | ------------------------- | ------------------------- | ------------------------- | ----------------------- | ----------------------- | ----------------------- | ----------------------- |
| دروازه‌بان      | آگوستین مارچسین (پورتو) | آگوستین مارچسین (پورتو) | آگوستین مارچسین (پورتو) | آگوستین مارچسین (پورتو) | آگوستین مارچسین (پورتو)   | آگوستین مارچسین (پورتو)   | آگوستین مارچسین (پورتو)   | آگوستین مارچسین (پورتو)   | آگوستین مارچسین (پورتو) | آگوستین مارچسین (پورتو) | آگوستین مارچسین (پورتو) | آگوستین مارچسین (پورتو) |
| مدافعان        | ریکاردو اشگایو (براگا)  | ریکاردو اشگایو (براگا)  | ریکاردو اشگایو (براگا)  | پپه (پورتو)             | پپه (پورتو)               | پپه (پورتو)               | روبن دیاش (بنفیکا)        | روبن دیاش (بنفیکا)        | روبن دیاش (بنفیکا)      | الکس تلیس (پورتو)       | الکس تلیس (پورتو)       | الکس تلیس (پورتو)       |
| بازیکنان میانی | پیزی (بنفیکا)           | پیزی (بنفیکا)           | پیزی (بنفیکا)           | پیزی (بنفیکا)           | پدرو گونسالوش (فامالیکاو) | پدرو گونسالوش (فامالیکاو) | پدرو گونسالوش (فامالیکاو) | پدرو گونسالوش (فامالیکاو) | اوتاویو مونتیرو (پورتو) | اوتاویو مونتیرو (پورتو) | اوتاویو مونتیرو (پورتو) | اوتاویو مونتیرو (پورتو) |
| مهاجمان        | کورونا (پورتو)          | کورونا (پورتو)          | کورونا (پورتو)          | کورونا (پورتو)          | پائولینو (براگا)          | پائولینو (براگا)          | پائولینو (براگا)          | پائولینو (براگا)          | مهدی طارمی (ریو آوه)    | مهدی طارمی (ریو آوه)    | مهدی طارمی (ریو آوه)    | مهدی طارمی (ریو آوه)    |

## یادداشت
1. ↑  تمامی ۹۰ بازی لیگ که بعد از تاریخ ۱۴ مارس ۲۰۲۰، پشت درهای بسته وبدون حضور تماشاگران برگزار شدند.
2. ↑  قبل از آنکه بازی‌ها بدون حضور تماشاگران برگزار شود، میانگین حضور تماشاگران در لیگ ۱۱٬۱۴۰ نفر بعد از ۲۱۶ بازی بود.
3. ↑  مبلغ بودجه به میلیون یورو است.
4. 1 2  گل زده در بازی‌های خارج از خانه در بازی‌های متقابل براگا ۱، اسپورتینگ ۰.
5. 1 2 3  از آنجا که پورتو قهرمانی در جام حذفی را به دست آورد و در کنار آن با قهرمانی در لیگ سهمیه حضور مستقیم در لیگ قهرمانان اروپا را کسب کرد، سهمیه حضور در دور سوم از مرحله مقدماتی لیگ اروپا که به تیم سوم لیگ اهدا می‌شد به تیم رده چهارم داده شد و سهمیه حضور در دوم از مرحله مقدماتی لیگ اروپا که به تیم چهارم جدول اهدا می‌شد به تیم رتبه پنجم رسید.
6. 1 2 3  امتیاز بازی‌های رو در رو؛ موریرنزه ۹، سانتا کلارا ۷، ژیل ویسنته ۱.
7. 1 2 3  امتیاز بازی‌های رو در رو؛ ماریتیمو ۱۲، بوآویشتا ۴، پاسوژ د فریرا ۱.
8. 1 2  ویتوریا ستوبال و آوش موفق به تهیه مجوزهای معتبر برای رقابت در لیگ برتر و دسته دوم برای فصل ۲۱–۲۰۲۰ نشدند، بنابراین آنها توسط سازمان لیگ حرفه‌ای فوتبال پرتغال (LPFP) با سقوط مستقیم به دسته سوم مجازات شدند. در نتیجه، از پورتیموننزه (تیم رتبه هفدهم) دعوت شد تا برای فصل ۲۱–۲۰۲۰ در لیگ برتر باقی بماند.[۵۴]